# Histoire de la constitution de la Monarchie romaine
 (avril 2012).
 (avril 2012).
La constitution de la Monarchie romaine investit le roi du pouvoir souverain. Il existe deux contrôles rudimentaires sur ce pouvoir qui prennent la forme d’un conseil d’anciens (le Sénat) et d’une assemblée populaire (les comices curiates). Ce système est similaire à celui des cités-états grecques contemporaines (telles que Sparte ou Athènes). Ces principes constitutionnels grecs sont certainement parvenus jusqu’à Rome par le biais des colonies grecques de Magna Graecia (Grande-Grèce, au sud de la péninsule italienne). Durant les siècles précédant la fondation légendaire de Rome, les Grecs ont colonisé une grande part du monde méditerranéen. Ces colons emportent avec eux leurs idéaux et gardent souvent contact avec leur pays natal. Par conséquent, la constitution romaine a sûrement quelques origines grecques.

## Premiers Romains
Les premiers Romains sont organisés en divisions héréditaires appelées gens ou « clans ». Pendant longtemps, ce genre de divisions est familier de la majorité des Indo-Européens. Chaque clan se compose d’un agrégat de famille vivant sous la tutelle d’un patriarche, appelé pater (mot latin pour « père »). Chaque gens constitue une unité qui s’autogouverne. Chaque membre d’une gens particulière partage les mêmes droits et les mêmes responsabilités que les autres membres. Chacun des clans se gouverne lui-même de façon démocratique (chaque membre peut voter) ou aristocratique (un groupe d’anciens gère les problèmes).
Les plus simples des communautés indo-européennes se composent d’un petit nombre de clans. Ces communautés, connues sous le nom de pagi, se regroupent autour d’un point fortifié appelé arx. Chaque pagi est soit purement démocratique, soit purement aristocratique. Bien avant la date traditionnelle de la fondation de Rome, un groupe de pagi s’est fusionné en confédération, la ville d’Albe-la-Longue (Alba Longa) constituant son point de rassemblement. Néanmoins, après un certain temps, le siège de cette confédération se déplace à Rome.

## Fondation de Rome
Les premiers Romains se sont probablement installés sur la rive gauche du Tibre, à environ 24 km de l’embouchure de la rivière. Le premier village indépendant se trouvait sûrement sur le Palatin. D’autres se sont formées sur le Quirinal, l’Esquilin, le Capitole et sur les collines du Caelius. Au sommet de chaque colline se tient une citadelle protégeant les habitants. Très tôt, ces villages ont fusionné pour former la ville de Rome. Autour de cette période, il existait probablement des extensions vers le sud ainsi que le long de la rive gauche jusqu’à l’embouchure du Tibre.

## Débuts de la Monarchie
La Monarchie peut être divisée en deux périodes. La première voit le règne des quatre premiers rois légendaires, mettant sur pied les fondations des institutions politiques et religieuses de la ville. La ville est organisée en curies, le Sénat et les comices deviennent officiels. Rome s’engage dans plusieurs guerres de conquête. C’est à cette époque que serait fondé le port d’Ostie et qu’est construit le premier pont sur le Tibre.

### Familles patriciennes et leur division en curies

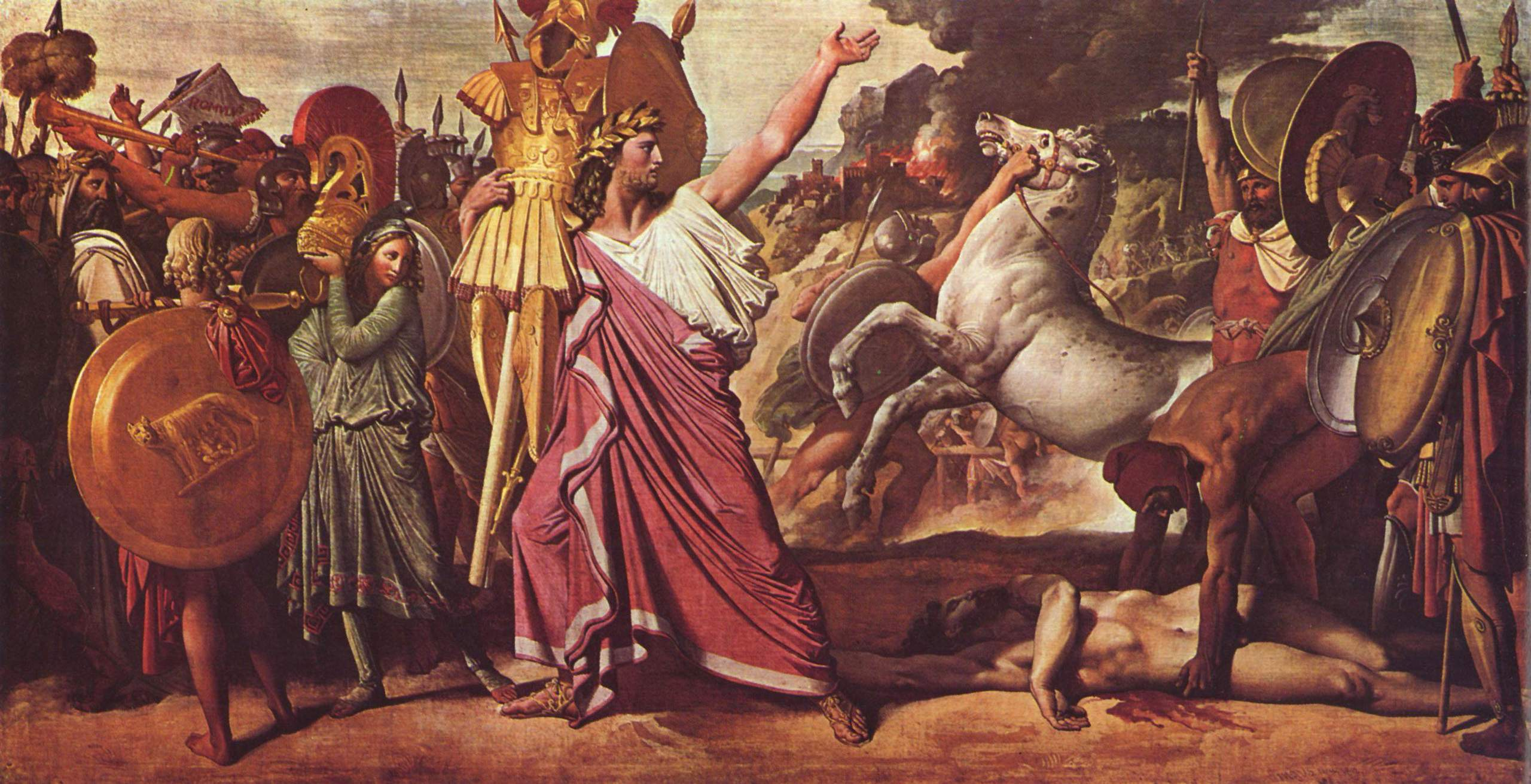
Dominique Ingres, Romulus, vainqueur d'Acron, porte les dépouilles opimes au temple de Jupiter Férétrien, 1812, École des Beaux Arts, Paris

Les Romains sont divisés en trois groupes ethniques. Suivant la tradition, le premier groupe est appelé les Ramnes. Ce groupe, composé des Latins, habite les premiers villages. Le deuxième groupe est appelé les Tities et représente probablement l’élément sabin, intégré à la communauté plus large. Les origines du troisième groupe, les Luceres, restent inconnues des historiens antiques, comme c’est toujours le cas aujourd’hui. Néanmoins, ce groupe représente certainement l’élément étrusque.
Les familles appartenant à l’un de ces trois groupes constituent les premières familles patriciennes. Afin d’organiser la ville, ces familles patriciennes l’ont divisé en unités appelées curies, bien que selon la légende, cette organisation est imputée au premier roi, Romulus. Chacun des trois groupes ethniques est divisé en dix curies.

### Création du Sénat, des comices curiates et des comices calates
Quelques-uns des clans s’autogouvernent de façon démocratique avec chaque membre possédant le droit de vote. D’autres s’autogouvernent de façon aristocratique, organisés autour d’un conseil d’anciens. Quand ces clans ont fusionné pour donner naissance à une plus large communauté, les deux méthodes ont été conservées pour gouverner.
Les premiers Romains s’expriment démocratiquement au travers d’une comitia (« assemblée » ou « comice »). Les deux principales assemblées formées sont connues sous les noms de comices curiates et de comices calates. Les comices sont l’incarnation des tendances démocratiques des premiers clans. Pour mieux respecter la forme de démocratie directe utilisée par les clans confédérés, les deux comices sont organisées de façon à refléter au mieux les divisions ethniques de la ville. Les comices sont donc organisées par curies. Les membres de chacun des trois groupes ethniques (Ramnes, Tities et Luceres) sont assignés à une curie précise, chaque groupe étant divisé en dix curies.
L’équivalent aristocratique des assemblées prend la forme d’un conseil municipal des anciens. Alors que les conseils de chaque clan se composent des anciens des familles dirigeantes du clan, le conseil municipal se compose des anciens appartenant aux clans dirigeants de la ville, conseil qui deviendra le Sénat. Celui-ci (selon la légende) se compose de 100 anciens (des patres) venant de chacun des trois groupes ethniques et constituant les premiers sénateurs romains.

### Roi de Rome
Le peuple et les anciens ont reconnu la nécessité d’avoir un dirigeant politique unique, appelé le rex. Selon une tradition datant de la période républicaine, peuple élit le roi tandis que les anciens le conseillent. Cependant, cette monarchie légitimiée par le peuple est peu crédible. En réalité, l'accession au trône des rois de Rome émanerait plutôt du Sénat : les Patres composant ce conseil de nobles sélectionnaient dix d'entre eux afin de choisir le nouveau roi à vie. Ce dernier est ensuite investi par les comices curiates, mais n'accède définitivement au trône qu'après que les augures confirment que la décision est favorable.

## Monarchie tardive
La deuxième période, plus riche en évènements que la première, voit le règne des trois derniers rois légendaires, l’importante expansion du territoire romain et le développement de la classe plébéienne avec son intégration partielle à la structure politique de la ville. Enfin, cette seconde période voit les seuls rois étrangers ayant régné sur Rome avec leurs successions basées sur l’hérédité.
Les trois rois étrusques légendaires entament une politique de conquête. Sans se pencher en détail sur le degré de véracité de ces légendes, il est très probable que de telles conquêtes aient bien eu lieu à la fin de la Monarchie. Il devient alors nécessaire de déterminer ce qui doit être fait des peuples conquis.

### Apparition de la classe plébéienne
Le plus souvent, les habitants dont les villes ont été conquises y demeurent. Leur vie quotidienne et leur système de gouvernement restent les mêmes, mais leurs villes perdent leur indépendance vis-à-vis de Rome. Néanmoins, un certain nombre vient à Rome. Pour acquérir un statut économique viable et légal, les nouveaux arrivants doivent accepter une dépendance envers une famille patricienne ou envers le roi (qui est lui-même un patricien) ; ils deviennent alors clients d’une famille patricienne. En fin de compte, ceux qui s’étaient attachés au roi sont libérés de leur dépendance. Ces derniers constituent alors les premiers plébéiens.
Comme Rome s’agrandit, de plus en plus de soldats sont nécessaires aux conquêtes. Les non-patriciens appartiennent à la même curie que leurs patrons. En ce temps, l’armée est organisée sur la base des curies, de sorte que les individus dépendants de familles doivent se battre. Néanmoins, quand ils sont délivrés de leur dépendance, ils quittent la curie à laquelle appartient leur patron. Ils ne sont alors plus obligés de se battre mais ils perdent tout statut politique ou économique.
Pour faire revenir ces plébéiens dans l’armée, les patriciens ont dû faire des concessions, dont on ne connaît pas exactement la nature. Une des conséquences est que les plébéiens ont désormais le droit de posséder leurs propres terres. Devenus propriétaires terriens, ils ont maintenant tout intérêt à défendre la ville car si elle venait à être conquise, ils perdraient toutes leurs terres. Néanmoins, il ne leur ait donné aucun pouvoir politique. Tous ces éléments qui se mettent en place conduiront à la Guerre des ordres.

### Réorganisation servienne de l’armée
Pour faire revenir les plébéiens dans l’armée, le roi Servius Tullius abolit l’ancien système qui organisait les armées sur la base des curies et le remplace par un système basé sur la propriété terrienne.

#### Création des centuries et des tribus
Suivant la réorganisation de Servius Tullius, deux nouvelles unités sont créées. L’armée est divisée en centuries (centuriae). De futures réorganisations seront plus efficaces en se basant sur les tribus.
Chaque centurie est dirigée par un centurion. Les centuries sont organisées sur la base de la propriété terrienne. Tout individu, patricien ou plébéien, peut devenir membre d’une centurie. L’appartenance à une curie, au contraire, est purement héréditaire : seuls les patriciens (et leurs clients) peuvent devenir membres d’une curie. L’organisation par curie de l’armée est alors remplacée par une organisation par centuries selon les réformes de Servius Tullius.
Selon les réformes de Servius Tullius, l’armée doit être réorganisée régulièrement. Pour aider les futures réorganisation, une nouvelle unité est créée, appelée tribus. Chaque tribu élit un dirigeant appelé tribun. Servius Tullius fonde quatre tribus : les Palatina, Suburana, Collina et Esquilina. La ville entière est répartie parmi ces quatre tribus. Bien qu’aucun territoire ne puisse être cédé à une tribu, il ne peut pas lui en être enlevé non plus. De fait, les nouvelles tribus créées plus tard devront occuper un territoire plus éloigné autour de Rome. Les tribus constituent une amélioration des curies déjà existantes. Tout comme pour ces dernières, l’appartenance à une tribu est héréditaire. Néanmoins, patriciens et plébéiens sont acceptés (contrairement aux curies). Tous les Romains sont assignés à une tribu en fonction de là où ils vivent, de plus un Romain appartiendra à la même tribu que son père.

#### Classes des centuries
Selon les réformes de Servius Tullius, la cavalerie est divisée en 18 centuries. Ces soldats sont appelés les equites et sont suffisamment riche pour posséder un cheval. Ils sont d’origine aristocratique et forment la classe des officiers de l’armée.
L’infanterie est répartie en cinq classes. La première est composée d’hommes possédant vingt arpents de terre, la deuxième, d’hommes possédant quinze arpents, la troisième, dix arpents, la quatrième, cinq arpents et enfin la cinquième, deux arpents. Chaque classe est divisée de façon égale entre les centuries des iuniores (« jeunes hommes » ou « juniors ») et seniores (« hommes âgés » ou « seniors »). Les iuniores sont des soldats âgés de 17 à 46 ans qui servent sur le champ de bataille. Les seniores sont des soldats âgés de 46 à 60 ans et constituent les garnisons.
Les soldats non-armés sont répartis dans les cinq dernières centuries. Quatre sont composées d’artisans et de musiciens. La cinquième, les proletarii, se composent d’hommes ayant peu ou pas de propriétés.

#### Création des comices centuriates
Les centuries se rassemblent dans une nouvelle assemblée appelée comitia centuata (comices centuriates). À sa création, cette assemblée ne dispose d’aucun pouvoir politique ou législatif. Elle est simplement utilisée comme point de réunion de l’armée.

## Fin de la Monarchie
Le premier roi étrusque de Rome, Tarquin l'Ancien, succède à Ancus Marcius. Il a été suggéré que Rome a été envahi par les Étrusques, bien que cela reste improbable. La ville est située sur une position facilement défendable et son expansion rapide attire les populations de toute la région. La politique libérale de la ville constitue une opportunité pour un dirigeant compétent de gagner le trône.
Le règne des quatre premiers rois se distingue du règne des trois rois précédents. Les premiers rois sont élus mais entre le règne des quatre premiers et celui des trois suivants, la monarchie devient héréditaire : ces trois rois ont tous un lien de parenté et il n’y a plus d’interrègne (interregnum). Le fait que l’auspicia ne revient plus au Sénat entre la mort d’un roi et l’accession au trône de son successeur constitue une sérieuse atteinte à l’autorité du Sénat et l’empêche de faire élire le roi de son choix.
C’est cette atteinte à la souveraineté du Sénat, plutôt qu’une tyrannie intolérable, qui pousse les patriciens à chasser le dernier roi. Le roi a dû chercher des soutiens parmi les plébéiens, mais ceux-ci, fatigués de leur service militaire continu, de leur participation forcée dans la construction de bâtiments publics et de leur absence de poids politique, ne soutiennent ni le roi, ni le Sénat.

## Transition constitutionnelle de la Monarchie à la République

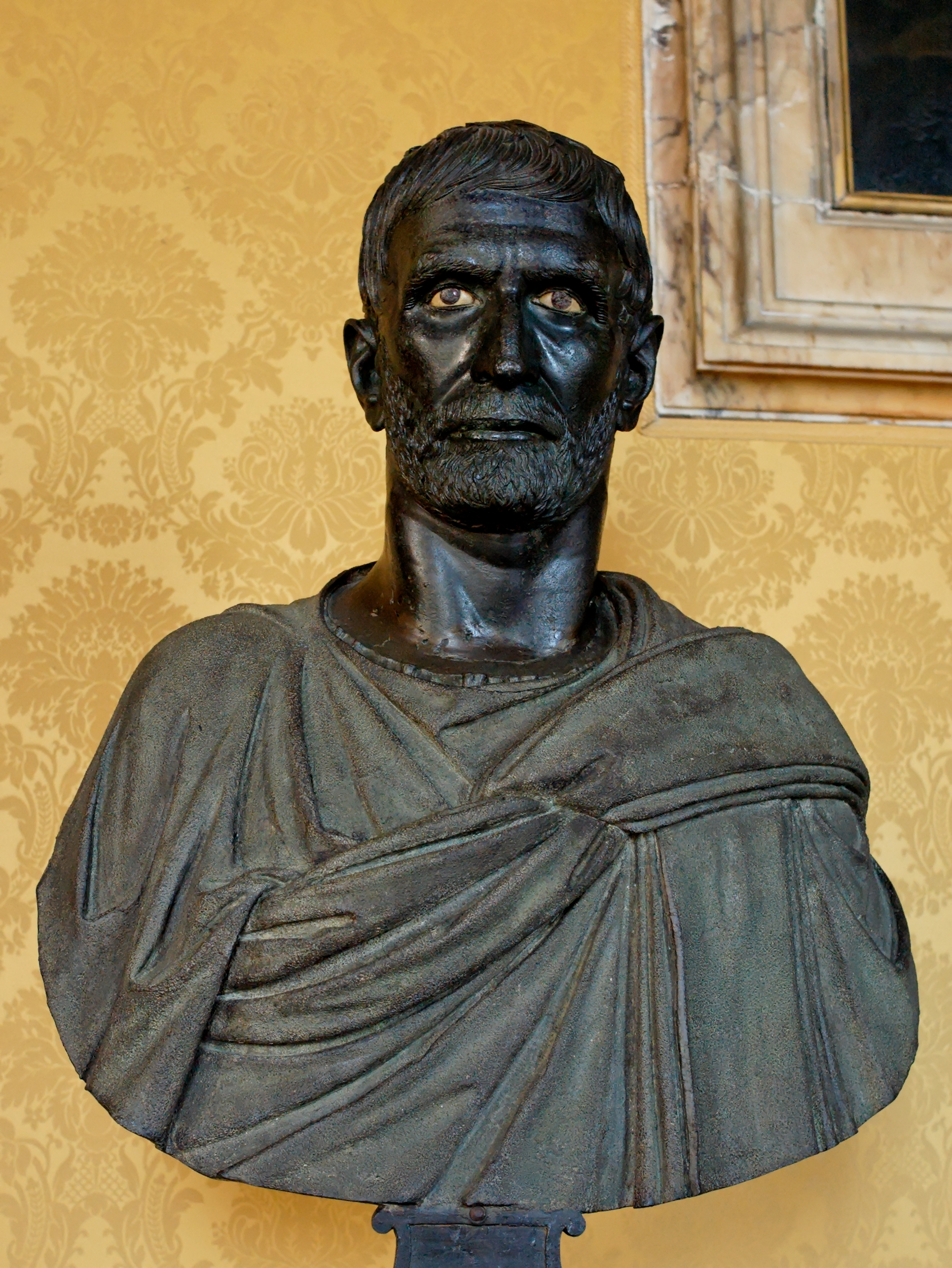
Buste du premier consul romain Lucius Junius Brutus aux Musées du Capitole

Selon la légende, le dernier roi, Tarquin le Superbe, est chassé en 509 av. J.-C. Plutôt que d’élire un nouveau roi, le Sénat élit deux consuls (portant le nom de « préteurs ») aux mandats limités et établit la République romaine. D’après la légende, la constitution de la République diffère radicalement de celle de la monarchie. Il est plus probable que la transition se soit fait graduellement. Il y a certainement eu un renversement rapide de la Monarchie, mais la seule vraie différence à cette époque a été de remplacer le roi par deux consuls (« préteurs ») aux mandats limités.